# Göteryds församling
Göteryds församling är en församling i Göteryds pastorat i Allbo-Sunnerbo kontrakt i Växjö stift och i Älmhults kommun i Kronobergs län.

## Administrativ historik
Församlingen har medeltida ursprung.
Församlingen var moderförsamling i pastoratet Göteryd och Traryd till 1 maj 1879 då den blev ett eget pastorat. Från 1962 bildar församlingen pastorat med Pjätteryds och Hallaryds församlingar.

## Kyrkobyggnader
Församlingskyrka är Göteryds kyrka.
Församlingen bedriver även regelbunden verksamhet i Emanuelskapellet i Delary.

## Kyrkoherdar
| Ämbetstid | Namn                        | Levnadstid | Övrigt |
| --------- | --------------------------- | ---------- | ------ |
| 1404      | Pawal                       |            |        |
|           | Anders                      |            |        |
| 1524–1566 | Jöns Bengtsson              |            |        |
| 1566–1611 | Germund Jonae               |            |        |
| 1614–1615 | Thomas Gislonis             |            |        |
| 1615–1639 | Andreas Erici Dryander      | –1639      |        |
| 1639–1661 | Nicolaus Svenonis Collinus  | –1661      |        |
| 1662–1679 | Andreas Dryander            | 1632–1679  |        |
| 1680–1732 | Andreas Ingerman            | 1647–1732  |        |
| 1732–1758 | Erik Hielm                  | 1688–1758  |        |
| 1760–1768 | Nicolaus Heurlin            | 1711–1768  |        |
| 1769–1777 | Joseph Lindström            | 1719–1777  |        |
| 1777–1784 | Israel Norlin               | 1718–1784  |        |
| 1789–1797 | Christman Dahlstedt         | 1725–1797  |        |
| 1798–1819 | Johan Gustaf Ingelman       | 1746–1819  |        |
| 1820–1821 | Nils Jonas Leander          | 1761–1821  |        |
| 1822–1829 | Johan Bokelund              | 1770–1829  |        |
| 1769–1838 | Christian Henrik Brandt     | 1769–1838  |        |
| 1839–1861 | Gustaf Henrik Olin          | 1807–1861  |        |
| 1861–1870 | Pehr Magnus Rydberg         | 1804–1870  |        |
| 1871–1894 | Carl Gabriel Hjelmerus      | 1814–1894  |        |
| 1895–1899 | Nils Sellergren             | 1842–1899  |        |
| 1899–1903 | Johan Peter Albrekt Lindell | 1846–1903  |        |
| 1904–     | Lamech Nicolaus Rydeman     | 1849–      |        |